# Cerotelion hudsoni
Cerotelion hudsoni är en tvåvingeart som först beskrevs av Marshall 1896.  Cerotelion hudsoni ingår i släktet Cerotelion och familjen platthornsmyggor. Inga underarter finns listade i Catalogue of Life.